# São Valério da Natividade
São Valério da Natividade es un municipio brasileño del estado del Tocantins. Se localiza a una latitud 11º58'30" sur y a una longitud 48º14'01" oeste, estando a una altitud de 360 metros. Su población estimada en 2004 era de 5 679 habitantes.
Posee un área de 2547,31 km².